# Decjusz (cesarz rzymski)
Decjusz Trajan, Gaius Messius Quintus Decius (ur. ok. 190–201 w Budalii, zm. 251 pod Abrittus) – cesarz rzymski od 249 do 251 roku. Mąż Herenii Etruscylli, ojciec Herenniusza Decjusza i Hostyliana.

## Życiorys
Urodził się we wsi Budalia niedaleko Sirmium w Panonii. Sprawował namiestnictwo Mezji Dolnej i Hiszpanii Tarrakońskiej, a także zasiadał w senacie.

### Przejęcie władzy
W 248 został wysłany przez cesarza Filipa Araba nad Dunaj, gdzie miał ustabilizować sytuację po buncie Pakacjana i uwolnić tamtejsze prowincje od pustoszących je Karpów i Gotów. Być może powierzono mu wtedy zwierzchnictwo nad całym obszarem mezyjsko-panońskim. Sukcesy, jakie odniósł w walkach z barbarzyńcami spowodowały, że żołnierze obwołali go (rzekomo wbrew jego woli) cesarzem w maju lub czerwcu 249 roku. Decjusz wyruszył na Italię i w sierpniu lub wrześniu 249 pokonał armię Filipa w bitwie pod Weroną. Filip zginął, a jego syn i nominalny współrządca Filip II został zamordowany w Rzymie na wieść o upadku ojca. Senat uznał nadaną Decjuszowi godność cesarską. Pierwszy zachowany dokument cesarski Decjusza datowany jest na 16 października 249.
Decjusz oprócz zwyczajowych tytułów cezara i augusta przybrał również jako przydomek imię Trajana – na cześć władcy z okresu świetności Cesarstwa (także zwycięzcy znad Dunaju). Oficjalnie współrządził wraz ze swymi synami, którzy w 250 otrzymali tytuły cezarów, a w maju 251 podniesiono ich do godności augustów.

### Kampanie przeciw barbarzyńcom
Późną wiosną 250 roku, wykorzystując niedawny konflikt wewnętrzny w cesarstwie, plemiona Karpów zaatakowały Dację i pogranicze Mezji Dolnej i Górnej, natomiast Goci pod wodzą Kniwy wkroczyli do Mezji Dolnej. Kniwa został odparty spod Novae przez Treboniana Galla (późniejszego cesarza), i ruszył na południe, gdzie najpierw oblegał miasto Nikopolis, a następnie, posuwając się jeszcze dalej na południe, dołączył do innego zgrupowania Gotów oblegających trackie Filipopolis (obecnie bułgarski Płowdiw). Decjusz, który powrócił z armią nad Dunaj i wyparł Karpów, podążał za Gotami, lecz zaatakowany został przez oddziały Kniwy pod Bereą. Rzymianie ponieśli klęskę i Decjusz tymczasowo wycofał się do Oescus, pozostawiając Gotom swobodę działania. Wkrótce potem Filipopolis poddało się oblegającym je barbarzyńcom.
Działania wojenne przeciwko Gotom Kniwy wznowiono w 251, kiedy armia rzymska na czele z Decjuszem i jego synem Herenniuszem wyruszyła na barbarzyńców powracających nad Dunaj, gdzie cesarz nakazał wzmocnienie pozycji obronnych. Rzymianie pokonali kilka mniejszych oddziałów gockich, by potem doścignąć główne siły pod Abrittus. Na niedogodnym dla Rzymian terenie doszło tam do bitwy, w której zwyciężyli Goci, a cesarz z synem zginęli na polu walki. Decjusz był pierwszym władcą Cesarstwa Rzymskiego, który z całą pewnością zginął w walce z najeźdźcami.
Na nowego cesarza legiony wybrały Treboniana Galla, mimo że w Rzymie przebywał młodszy syn Decjusza – Hostylian, pełnoprawnie noszący tytuł augusta.

## Polityka wewnętrzna
W polityce wewnętrznej Decjusz wycofał większość reform podatkowych Filipa Araba, wracając do systemu z czasów Sewerów.
Klęska z roku 250 zapoczątkowała trudności wewnętrzne. Na początku 251 w Rzymie wybuchła rewolta Licinianusa, a nad Renem zbuntowała się armia. Wprawdzie obie sytuacje zostały opanowane przez dowódców Decjusza, osłabiły jednak prestiż i pozycję cesarza. Prawdopodobnie odpowiedzią na te wydarzenia była emisja serii monet, które miały przedstawić Decjusza jako obrońcę cnót starorzymskich.
Być może kierowany przekonaniem, że klęski dotykające państwo wynikają z braku respektu dla oficjalnej religii, cesarz wydał (nie później niż w styczniu 250 roku) edykt nakazujący wszystkim obywatelom Cesarstwa złożenie ofiar bogom rzymskim. Na takie działanie Decjusza mógł też wpłynąć fakt, iż jego poprzednik Filip sprzyjał chrześcijanom, w dodatku Rzym właśnie rozpoczynał drugie tysiąclecie swojego istnienia. Edykt nie był wymierzony umyślnie przeciw chrześcijanom (których zapewne w jego tekście nawet nie wspomniano), lecz jego postanowienia uderzały głównie w ich wspólnoty, gdyż w cesarstwie tylko oni i żydzi wyznawali bezwzględny monoteizm. W miastach powołano specjalne komisje, wobec których obywatele zmuszeni byli składać wymagane ofiary wraz z oficjalną deklaracją przywiązania do oficjalnej (rzymskiej) religii. Skutkiem było pierwsze ogólnokrajowe prześladowanie chrześcijan, jako że za odmowę wypełnienia edyktu groził wyrok śmierci. Działania te osłabły jednak w 251, kiedy Decjusz ponownie wyruszył przeciw barbarzyńcom nad Dunaj.